# Joan Cervós
Joan Cervós Moro (* 24. Februar 1998 in Andorra la Vella) ist ein andorranischer Fußballspieler auf der Position eines Abwehrspielers. Seit 2021 tritt der seit 2018 als andorranischer Nationalspieler fungierende Cervós für die AE Prat mit Spielbetrieb in der Segunda División B (Gruppe 3) in Erscheinung.

## Vereinskarriere

### Karrierebeginn in der Heimat
Joan Cervós Moro wurde am 24. Februar 1998 in Andorra la Vella, der Hauptstadt des Zwergstaates Andorra, geboren und spielte bereits in seiner Kindheit im Nachwuchsbereich des FC Andorra aus Encamp, einem der sieben Parròquies in Andorra. Für den Klub, der erst in der Saison 2014/15 aus der spanischen Sechstklassigkeit aufgestiegen war, debütierte er in der Spielzeit 2015/16 in der Herrenmannschaft, kam dabei aber nicht über diesen einen Meisterschaftseinsatz hinaus und verbrachte die restliche Zeit im vereinseigenen Nachwuchs. Zur nachfolgenden Saison 2016/17 wurde er an den unterklassig spielenden spanischen Verein AE Josep Maria Gené aus Barcelona verliehen. Nach einer Spielzeit in der Hauptstadt Kataloniens kehrte Cervós wieder in die Pyrenäen zurück und fungierte in der Saison 2017/18 bereits als Stammspieler des FC Andorra, mit dem er im Endklassement der fünftklassigen 1ª Catalana den neunten Tabellenplatz belegte. Hierbei war der 1,80 m große Defensivakteur in 34 Ligapartien zum Einsatz gekommen und hatte ein Tor beigesteuert.
In weiterer Folge wechselte Cervós im Sommer 2018 auf Leihbasis zum spanischen Viertligaklub FC Santboià. Für den Verein aus der katalanischen Gemeinde Sant Boi de Llobregat mit Spielbetrieb in der Gruppe 5 – Katalonien der Tercera División kam er daraufhin in zehn Ligapartien zum Einsatz und kehrte zu Jahresbeginn 2019 wieder zurück zum FC Andorra. Während der FC Santboià am Saisonende als 19. von 20 Mannschaften in der Gruppe den Weg in die Fünftklassigkeit antreten musste, kam Cervós in ebendieser in der restlichen Saison 2018/19 zu 17 Ligaauftritten und einem -tor. Im Endklassement belegte die Mannschaft den ersten Platz in der 1ª Catalana und schaffte dadurch den Aufstieg von der fünft- in die dritthöchste Fußballliga des Landes, die Segunda División B, in der die Mannschaft zuletzt vor über 20 Jahren zum letzten Mal vertreten war.
Nach dem Aufstieg wurde der 1,80 m große Defensivspieler vorrangig an die B-Mannschaft der Andorraner abgegeben und kam nur noch selten für die erste Herrenmannschaft zum Einsatz. In der Segunda División B 2019/20 konnte Cervós bis zum Jahresende 2019 lediglich zwei Meisterschaftseinsätze verzeichnen. Sein Ligadebüt gab er dabei am 3. November 2019 bei einem 0:0-Auswärtsremis gegen die B-Mannschaft des FC Barcelona, als er von seinem Trainer Gabri in der 87. Spielminute für Martí Riverola eingewechselt wurde. Seinen zweiten Auftritt hatte der in Escaldes-Engordany wohnhafte Cervós am 8. Dezember 2019 bei einer 1:3-Auswärtsniederlage gegen den CD Castellón, als er von Beginn an als Linksaußen zum Einsatz kam, ehe er in Minute 84 durch Álex Pachón ersetzt wurde.

### Wechsel in die Vereinigten Staaten
Am 7. Januar 2020 wurde der Wechsel des zu diesem Zeitpunkt 17-fachen andorranischen A-Nationalspielers in die USL Championship bekanntgegeben. Die Colorado Springs Switchbacks, das Farmteam des Major-League-Soccer-Franchises Colorado Rapids, hatte den Andorraner für das gesamte Spieljahr 2020 unter Vertrag genommen. Damit war er der erste andorranische Fußballspieler in einer US-amerikanischen Profifußballliga. Sein Profidebüt gab er daraufhin im ersten Meisterschaftsspiel am 7. März 2020, als er bei einem 2:1-Sieg auswärts gegen Oklahoma City Energy von seinem Trainer Alan Koch über die vollen 90 Minuten als Linksverteidiger eingesetzt wurde. Nur fünf Tage später wurde der Spielbetrieb aufgrund der COVID-19-Pandemie (bzw. der COVID-19-Epidemie in den Vereinigten Staaten) vorübergehend für zumindest 30 Tage eingestellt. Nachdem die Liga in weiterer Folge erst ab Mitte Juli 2020 fortgesetzt worden war, kam der gebürtige Andorraner in weiterer Folge noch zu 14 weiteren Einsätzen in der USL Championship. Gleich nach der Wiederaufnahme des Spielbetriebs hatte Cervós bei einer 1:2-Niederlage gegen New Mexico United eine Torvorlage beigesteuert und nur wenige Tage später bei einem 3:3-Remis gegen die Real Monarchs ein Tor erzielt. Im Endklassement rangierte der Linksverteidiger, der seltener auch im linken Mittelfeld eingesetzt wurde, mit seiner Mannschaft auf dem dritten Platz der Gruppe C und qualifizierte sich somit nicht für die saisonabschließenden Play-offs.

### Rückkehr nach Spanien
In der Wintertransferzeit wechselte Cervós mit Jahresanfang 2021 zurück nach Spanien, wo er bei der AE Prat mit Spielbetrieb in der drittklassigen Segunda División B (Gruppe 3) anheuerte. Danach spielte er in der zweiten bosnischen Liga, schließlich erneut in Spanien in der Tercera División.

## Nationalmannschaftskarriere

### U-17
Erste Erfahrungen in einer Nachwuchsnationalmannschaft des andorranischen Fußballverbandes sammelte Cervós im Oktober 2013, als er in drei Länderspielen der andorranischen U-17-Nationalauswahl zum Einsatz kam. Die Spiele gegen die Alterskollegen aus Serbien, Griechenland und Estland wurden allesamt verloren. Nahezu exakt ein Jahr später bestritt er mit der andorranischen U-17-Auswahl die erste Runde der Qualifikation zur U-17-Europameisterschaft 2015. Nach drei aufeinanderfolgenden Niederlagen gegen Dänemark, Tschechien und Rumänien belegte Cervós mit seinen Andorranern den letzten Platz in der Gruppe 12 und scheiterte somit an einem Weiterkommen in die Eliterunde der EM-Qualifikation.

### U-19
Mitte November 2015 startete der vorwiegend als Linksverteidiger oder im linken Mittelfeld eingesetzte Nachwuchsspieler mit der U-19-Auswahl seines Heimatlandes in die Qualifikation zur U-19-Europameisterschaft 2016. Nach knappen Niederlagen gegen die Schweiz und Rumänien reichte ein darauffolgendes 1:1-Remis gegen die Färöer am Ende für einen dritten Platz in der Gruppe 11 der ersten Qualirunde; für den Einzug in die Eliterunde der Qualifikation war dies allerdings zu wenig. Nachdem Cervós hierbei als Stammkraft agierte, tat er dies auch ein knappes Jahr später, als er mit Andorras U-19-Nationalteam an der Qualifikation zur U-19-EM 2017 teilnahm. Abermals in allen drei Länderspielen eingesetzt, zeigte die Mannschaft unter Jesús Lucendo, der mittlerweile den U-19-Kader Andorras übernommen hatte, noch bessere Leistungen, als noch im Jahr zuvor. Nach einer knappen 2:3-Niederlage gegen Israel und einer ebenso knappen 0:1-Niederlage gegen Schottland gewannen die Andorraner das letzte Gruppenspiel gegen Liechtenstein mit 4:2, scheiterten aber dennoch an einem Weiterkommen in die Eliterunde der Qualifikation.

### U-21
Gerade einmal 18-jährig schaffte Cervós im Spätsommer 2016 den Sprung in die mittlerweile von Jesús Lucendo trainierte andorranische U-21-Nationalmannschaft, in der er bereits Anfang Juni 2015, zu Beginn der Qualifikation zur U-21-Europameisterschaft 2017, zum ersten Mal gestanden war. Am 1. September 2016 gab er beim vorletzten Qualifikationsspiel gegen Litauen sein Debüt und wurde danach auch im fünf Tage später folgenden letzten Qualispiel gegen Italien über die volle Spieldauer eingesetzt. Mit lediglich drei erreichten Punkten aus zehn Qualifikationspartien und einer Tordifferenz von 1:26 beendete Andorra die Qualifikation als Letzter der Gruppe 2. Mittlerweile zum Stammspieler in der U-21-Nationalmannschaft aufgestiegen, startete Cervós mit seinem Heimatland im Juni 2017 in die Qualifikation zur U-21-EM 2019. Als Stammkraft in den ersten sechs Gruppenspiele eingesetzt, verpasste der auf der linken Seite agierende Defensivakteur die letzten vier Qualifikationsspiele, da er sich zu diesem Zeitpunkt bereits im A-Nationalkader Andorras befand. Abermals als Gruppenletzter mit drei erreichten Punkten aus zehn Spielen und einer Tordifferenz von 1:28 scheiterte Andorra ein weiteres Mal deutlich. Danach wurde Cervós, der mittlerweile ein Stammspieler in der A-Nationalmannschaft war, im Jahr 2019 noch in zwei Qualifikationsspielen zur U-21-Europameisterschaft 2021 eingesetzt, ehe er die Altersgrenze von 21 Jahren erreichte.

### A-Team
Am 3. Juni 2018 gab Cervós sein Nationalmannschaftsdebüt für Andorras A-Team, als er bei einer Niederlage gegen Kap Verde von Trainer Koldo Álvarez von Beginn an im linken Mittelfeld berücksichtigt wurde. Im Spiel, das nach einer torlosen Verlängerung erst im Elfmeterschießen endete, wurde Cervós in der vierten Minute der Nachspielzeit (90+4) durch Jordi Rubio ersetzt. Etwa ein halbes Jahr später nahm er mit seinem Heimatland an der erstmals ausgetragenen UEFA Nations League, der UEFA Nations League 2018/19, teil. In der Liga D fand der anfangs im linken Mittelfeld und gegen Ende des Bewerbs im rechten Mittelfeld eingesetzte Cervós in allen sechs Spielen der Gruppe 1 Berücksichtigung. Als Stammspieler brachte er es mit seiner Mannschaft nach vier Remis und zwei Niederlagen jedoch lediglich auf den vierten und damit letzten Platz der Gruppe. Rund vier Monate später setzte ihn Koldo von Beginn an in der Qualifikation zur Europameisterschaft 2020 ein. Zwischen März und November 2019 absolvierte Cervós alle zehn Qualifikationsspiele seines Heimatlandes und war in neun der zehn Partien Teil der Startformation. Während der Qualifikation gelang den Andorranern unter anderem ein 1:0-Sieg über Moldau, was den ersten Sieg seit dem 21. März 2018 und den erst siebenten Sieg in der Geschichte der andorranischen Fußballnationalmannschaft bedeutete. Beim vorletzten EM-Qualifikationsspiel, einem 2:2-Remis gegen Albanien, gelang dem in diesem Spiel im linken Mittelfeld eingesetzten Spieler eine Torvorlage, als er die Vorarbeit zum 1:0-Führungstreffer durch Cristian Martínez leistete. Als Fünfter der Gruppe H (mit einem Punkt Vorsprung auf Moldau) scheiterte Andorra jedoch an einer erfolgreichen EM-Qualifikations.
Für sein Heimatland nahm er an der von September bis November 2020 stattfindenden Gruppenphase der UEFA Nations League 2020/21 teil. Hierbei kam er in den beiden Oktober- sowie in den beiden November-Spielen zum Einsatz und hatte dazwischen auch noch ein freundschaftliches Länderspiel gegen Portugal absolviert. Mit zwei Punkten aus sechs Spielen scheiterte er mit Andorra als letzter der Gruppe D1 (UEFA Nations League 2020/21/Liga D) an einem Weiterkommen im Turnier.
Bis dato (Stand: 7. Februar 2021) kam Cervós in 22 A-Länderspielen zum Einsatz und blieb dabei torlos.